# Reichersbeuern
Reichersbeuern – miejscowość i gmina w Niemczech, w kraju związkowym Bawaria, w rejencji Górna Bawaria, w regionie Oberland, w powiecie Bad Tölz-Wolfratshausen, siedziba wspólnoty administracyjnej Reichersbeuern. Leży około 6 km na wschód od Bad Tölz, przy drodze B472.

## Polityka
Wójtem gminy jest Maria Fährmann, poprzednio urząd ten obejmował Josef Reiter, rada gminy składa się z 14 osób.
|      | CSU/Bürgerliche | SPD/Niezależni | FWG | UFL | Razem |
| 2008 | 6               | 1              | 7   | –   | 14    |
| 2002 | 7               | 2              | 4   | 1   | 14    |